# Alexandre Durandy
Alexandre Durandy, né le 18 octobre 1868 à Guillaumes et mort le 26 janvier 1921 à Nice, est un homme politique français, député des Alpes-Maritimes sous la Troisième République.

## Biographie
Il est le fils de Jean-Baptiste Durandy, et donc le neveu de Joseph Durandy, important conseiller général des Alpes-Maritimes. Après des études au Lycée de Nice (actuel lycée Masséna) puis au Lycée St-Louis de Paris, il entre à l'École centrale des arts et manufactures (Promo 1890) et devient ingénieur.
En 1898, il fonde la Société des forces motrices des Alpes Maritimes, qui exploite des chutes d'eau sur le Var au niveau de Malaussène.
Important industriel du département, il est élu conseiller général de Roquestéron en juillet 1901 et député de Puget-Théniers en 1914. Siégeant avec la Gauche radicale, il met fin à ses mandats en 1919.

## Mandats
- Conseiller général de Roquestéron, 1901-1919.
- Député de Puget-Théniers, 1914-1919.